# Бреда ди Пјаве
Бреда ди Пјаве (итал. Breda di Piave) је насеље у Италији у округу Тревизо, региону Венето.
Према процени из 2011. у насељу је живело 2535 становника. Насеље се налази на надморској висини од 21 м.

## Становништво
| 1931. | 1936. | 1951. | 1961. | 1971. | 1981. | 1991. | 2001. | 2011. |
| ----- | ----- | ----- | ----- | ----- | ----- | ----- | ----- | ----- |
| 5.685 | 5.608 | 6.060 | 5.810 | 5.588 | 5.545 | 5.516 | 6.348 | 7.750 |